# La Unión (Chili)

Position de La Unión (en rouge) au sein de la région des Fleuves.

La Unión est une commune du Chili située dans la province de Ranco, au sud de la région des Fleuves. Elle comptait 37 009 habitants en 2012.

## Économie
- Cooperativa Agrícola y Lechera de La Unión Limitada